# 日臺共學制度
日台共學制度，台灣日治時期稱內臺共學制度，為台灣總督府於1922年至1945年所實施的重要同化政策。該制度分兩階段實施，第一階段於1922年頒布《台灣教育令》後實施。

## 簡介
1898年，台灣總督府於各地設置公學校、蕃人公學校與小學校等基礎教育學校。其中，公學校系統為台籍學童所設，小學校則限定日籍學童。會如此分隔，除了被認為是標明統治者與被統治者的區隔，也著重於民情、語言、文化的差異。這種差別除了基礎教育外，也普遍應用於初等教育、中等教育等。至於高等教育，台籍人士就讀的機會就很少。
為了加強對台灣的同化，台灣總督府分別於1919年及1922年頒布台灣教育令。該命令強調台籍學童或台籍學生，如具備國語（日語）能力者，即可不必受入學資格的限制。此項命令並適用於初等教育、中等教育甚至高等教育。
1941年，台灣實施皇民化，日台共學制度實施更為徹底。除了將小學校、公學校等更名為相同的國民學校等，也在台灣實施與日本本土相同的教育方式與內容。另外在形式上，本為日人所設立的各級教育必須全部開放與台籍學生競爭。不過，此制度仍多少為台灣部分教育機構抗拒，例如：國民學校仍分為甲乙科，甲科國民學校專供日籍；專科或大學故意刁難台籍入學者的情事仍相當普遍。在此情況下，教育管道受限的台籍學生多選擇留學日本或中國。